# Alpha nova & galerie futura

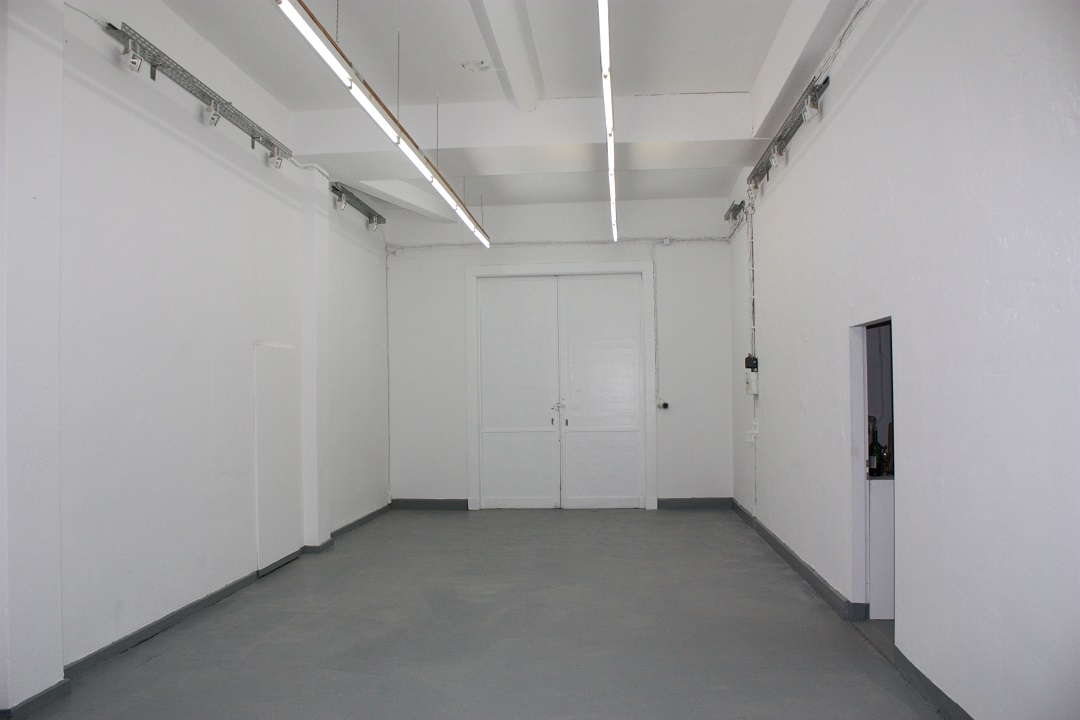
Alpha nova & galerie futura, Raum in der Kunstfabrik am Flutgraben seit 2012

alpha nova & galerie futura ist ein seit 1986 bestehender Ausstellungs- und Veranstaltungsort in Berlin, der über einen emanzipatorischen, feministischen, antirassistischen Ansatz kulturproduzierende und kulturvermittelnde Praxis miteinander verknüpft. Der Schwerpunkt liegt auf der Zusammenarbeit mit Künstlerinnen bzw. FLINTA-Personen. alpha nova & galerie futura schafft einen Raum für die Verknüpfung von politischer Intervention und künstlerischer Praxis, um daraus kritische Standpunkte für Kunst, Wissenschaft und Gesellschaft zu entwickeln. Es finden thematische Ausstellungen mit Bildender Kunst aller Genres statt, die von Veranstaltungen wie Performances, Vorträgen, Lesungen, Filmpräsentationen, Diskussionen, Musik und Workshops begleitet und erweitert werden. Schwerpunkt ist es, Künstlerinnen bzw. FLINTA-Personen zu fördern und ihre Sichtbarkeit zu erhöhen.
Seit 1987 wird alpha nova & galerie futura durch die Senatsverwaltung von Berlin institutionell gefördert. Aktuell sind Katharina Koch und Sylvia Sadzinski Künstlerische Leiterinnen des Ausstellungs- und Veranstaltungsortes, der seinen Sitz seit 2012 in der Kunstfabrik am Flutgraben in Alt-Treptow auf dem Gelände der Arena Berlin hat.
Der Ausstellungs- und Veranstaltungsort gehört zum Netzwerk freier Berliner Projekträume und -initiativen.

## Geschichte

### 1986 bis 2001
Das Projekt FUTURA wurde 1986 in einer politischen Umbruchsituation als experimenteller Ort für gesellschaftliche Gegenentwürfe gegründet. Uta Koch-Götze ist eine der Gründerinnen des Projekts und war Künstlerische Leiterin von 1986 bis Ende 2011. Die Gründerinnen gehörten vorwiegend der 68er-Generation an. Sie waren Repräsentantinnen der zweiten Frauenbewegung und der internationalen Frauen-Friedens-Bewegung. Die Drächin Futura wurde zur Namensgeberin des Projektes und der Galerie gewählt. Als Symbol für den Widerstand der Frauen von Berlin nach den Ereignissen in Tschernobyl war sie als Kunstobjekt vielen Demonstrationen vorangetragen worden. Im Rahmen des Projektes FUTURA bildete die galerie futura als Kunstraum von Frauen für Frauen einen Schwerpunkt. Sie bot Raum für die Auseinandersetzung mit den herrschenden Mechanismen des Kunstbetriebes und entwickelte Strukturen und Präsentationsmöglichkeiten speziell für Künstlerinnen. Es entstanden Kooperationen mit dem Haus am Waldsee und dem Frauenmuseum Bonn. Die Projekträume befanden sich von 1986 bis 2001 in Zehlendorf.

### 2002 bis 2011
Von 2001 bis Ende 2011 waren die Galerieräume in einem Jugendstilhaus in Friedenau angesiedelt. Das Haus bot gute Bedingungen für repräsentative Ausstellungen, aber auch für publikumswirksame Rahmenprogramme wie Lesungen, Buch- und Konzertpremieren, Rundtisch-Gespräche, den deutsch-jüdischen Dialog oder den langjährigen Arbeitskreis von Frauen aus verschiedenen kulturellen Kontexten, aus dem zwei Publikationen im Geest-Verlag erschienen. Alle Angebote hatten Werkstatt-Charakter und wurden unter dem Namen alpha nova-kulturwerkstatt zusammengefasst. Dazu gehörten das werkstattTHEATER alpha nova, das sich inzwischen verselbständigt hat, die Zusammenarbeit mit dem Aviva Verlag, der Edition Ebersbach und dem Aphaia Verlag. Galerie und Kulturwerkstatt sind in das Netzwerk Südwestpassage Kultur in Friedenau eingebunden.

### Seit 2012
Die Kultur- und Genderwissenschaftlerin und Kuratorin Katharina Koch und die Musik- und Genderwissenschaftlerin Marie-Anne Kohl übernahmen Anfang 2012 die künstlerische Leitung des Ausstellungs- und Veranstaltungsortes. Mit dem Wechsel ging nicht nur der Umzug des Projektes in die Kunstfabrik am Flutgraben in Alt-Treptow auf dem Gelände der Arena Berlin, sondern auch eine Neuausrichtung des Konzepts einher. Als Ort von Künstlerinnen für Künstlerinnen erweiterte sich das Spektrum auf Kulturschaffende mit queerfeministischen Ansätzen. Das Projekt alpha nova & galerie futura zielt mit einem feministischen und antirassistischen Ansatz darauf ab, Öffentlichkeiten für geschlechter- und identitätspolitische Themen sowie postkoloniale Perspektiven zu schaffen und einen Kontext herzustellen, in dem sich diskursive Formate mit künstlerischen und aktivistischen verschränken. Dazu gehören neben Ausstellungen vor allem performative, kollaborative, prozess- und gesprächsbasierte Angebote sowie Rundtisch-Gespräche und Workshops zum professionellen Austausch von Kulturproduzenten, Beratung und Unterstützung für Frauen in künstlerischen Bereichen. Im Oktober 2015 übernahm die Künstlerin Dorothea Nold gemeinsam mit Katharina Koch die künstlerische Leitung. Von September 2018 bis Juni 2019 leitete Felicita Reuschling gemeinsam mit Katharina Koch die alpha nova & galerie futura in Berlin. Seit Oktober 2019 ist Sylvia Sadzinski zusammen mit Katharina Koch als Programmleitung der alpha nova & galerie futura tätig.

## Jubiläum
Im August 2016 feierte alpha nova & galerie futura mit der Gruppenausstellung „Welcome to Futuristan. 30 Jahre galerie futura“ im Projektraum im Kunstraum Kreuzberg/Bethanien ihr 30-jähriges Jubiläum. Schirmfrau der Ausstellung war Barbara Straka. Die Ausstellung und das umfangreiche Rahmenprogramm wurden gefördert von der Senatsverwaltung Berlin/Geschäftsstelle Gleichstellung, dem Kulturamt Friedrichshain-Kreuzberg und der Gerda-Weiler-Stiftung. Es bestand eine Medienpartnerschaft mit AVIVA-Berlin, dem Online-Magazin für Frauen.

## Ausstellungen und Veranstaltungen (Auswahl)
- 1999: „Fahnenprojekt Futura“, Kunst im öffentlichen Raum in Kooperation mit dem Frauenmuseum Bonn[16]
- 2005: „INNENSICHTEN – AUSSENSICHTEN“, Ausstellung, Lateinamerikanische Künstlerinnen in Berlin[17]
- 2005: „An einem Tag – zwischen Traum und Wirklichkeit. Künstlerinnen des Künstlersonderbundes in Deutschland – Realismus der Gegenwart“, Ausstellung
- 2008: „RUHE.STÖRUNG“, Ausstellung in Kooperation mit der GEDOK Berlin[18]
- 2010: „beRuf Künstlerin - ein Paradigmenwechsel“, Ausstellung in Kooperation mit dem Frauenmuseum Bonn[19]
- 2013: „beRuf Künstlerin - ein Paradigmenwechsel“, Ausstellung in der Kunsthalle Brennabor, Brandenburg an der Havel[20]
- 2013: „fashion x - genderkritische Perspektiven auf Kleidung und Mode“, Ausstellung und Veranstaltungsreihe, gefördert durch Stiftung Menschenwürde & Arbeitswelt und in Kooperation mit dem Bildungswerk Berlin der Heinrich-Böll-Stiftung,[21]
- 2014: „crisusRus NETWORK | RE:WORK“, Workshop und Performance, initiiert von LaptopsRus in Kooperation mit reboot.fm[22]
- 2015: „material matters: bewegte und widerspenstige körper“, Ausstellung queerfeministischer Malerei von Deborah Schmidt[23]
- 2015: „Prekäre Kunst: Protest und Widerstand“, Ausstellung und Veranstaltungsreihe, gefördert durch die Stiftung Deutsche Klassenlotterie Berlin[24], in Kooperation mit dem Bildungswerk Berlin der Heinrich-Böll-Stiftung[25]
- 2016: „Welcome to Futuristan. 30 Jahre galerie futura“, Ausstellung und Podiumsdiskussion im Kunstraum Kreuzberg/Bethanien, sowie ein umfassendes Rahmenprogramm im Ausstellungs- und Veranstaltungsort in der Kunstfabrik am Flutgraben wie z. B. „Künstlerinnen International“, kuratiert von Felicita Reuschling, Videoinstallation und Gespräch mit der Künstlerin Michaela Melián[26][27]

## Künstlerinnen (Auswahl)
Künstlerinnen, Autorinnen, Wissenschaftlerinnen und Aktivistinnen, mit denen alpha nova & galerie futura zusammengearbeitet hat: Annemirl Bauer, Christa Biederbick, Gisela Breitling, Sigrun Casper, Sarah Diehl, Corinna Rosteck, Sharon Dodua Otoo, Annette Hollywood, Dorothea Nold, Marianne Pitzen, Erika Tappe, Biliana Voutchkova, Louise Wagner, Gisela Weimann.

## Presse
„Dass es Futura nach wie vor gibt, liegt auch an ihrer ungewöhnlichen Gründungsgeschichte und an der Idee, die sich daraus bildete: Frauen aus Kunst und Kultur einen Ort zu bieten, an dem sie zusammenkommen, um sich zu vernetzen und um ihre Positionen - egal ob sie bereits etabliert oder noch unbekannt - zu präsentieren. Futura ist ein Experimentierfeld und ein Ort des Erfahrungsaustausches für Künstlerinnen verschiedener Generationen. Damals, Mitte der 1980er Jahre war das ein Novum, noch heute ist es eine Besonderheit.“

## Publikationen
- 2015: Prekäre Kunst: Protest & Widerstand. Herausgegeben von alpha nova & galerie futura, Stacie CC Graham, Katharina Koch und Marie-Anne Kohl, Berlin, ISBN 978-3-00-051512-5.
- 2010: beRUF Künstlerin/ein Paradigmenwechsel. Herausgegeben von alpha nova & galerie futura und Uta Koch-Götze, Berlin, ISBN 978-3-00-031741-5.